# Fronteira Laos–Vietname
A fronteira entre Laos e Vietname é a linha que limita os territórios do Laos e do Vietname. Iniciando-se numa zona montanhosa no noroeste do Vietname e norte do Laos, está maioritariamente orientada no sentido noroeste-sudeste. Segue por centenas de quilómetros os pontos altos da cordilheira Truong Son (em vietnamita, Dãy Trường Sơn), também chamada "Cordilheira Anamita".

## Descrição
A fronteira começa no norte na tríplice fronteira com a China e prossegue por terra na direção sudeste. Em seguida, vira para oeste, utilizando brevemente o rio Nam Sam, antes de desviar abruptamente para sudeste e seguir as Montanhas Anamitas e, por um período, o rio Sepon, terminando na tríplice fronteira cambojana. 

## História
Laos obteve uma independência parcial da França em 1949, ganhando a independência completa em 1953, seguida pelo Vietnã em 1954. O Vietnã foi, no entanto, dividido em Vietnã do Norte e Vietnã do Sul separados por uma Zona Desmilitarizada Vietnamita, com Laos fazendo fronteira com ambas as entidades.  Durante a Guerra do Vietnã, a fronteira foi cruzada por linhas de abastecimento vietcongues, mais notavelmente a Trilha Ho Chi Minh, fazendo com que fosse fortemente bombardeada pelas forças estadunidenses.  Após a vitória dos comunistas em 1975 no Vietnã e no Laos, um tratado de fronteira foi assinado em 1976 com base na linha de fronteira da era colonial.  No terreno, a demarcação ocorreu de 1979 a 1984.  Algumas pequenas modificações da fronteira foram feitas em 1986. 